# Кассиан (Шостак)
Архиепископ Кассиа́н (в миру Алекса́ндр Константи́нович Шостак; род. 5 марта 1968, Киев) — архиерей Украинской православной церкви Московского патриархата, архиепископ Иванковский (с 2016), викарий Киевской митрополии, наместник Зверинецкого Архангело-Михайловского монастыря (с 2009).
Тезоименитство — 29 февраля (13) марта (Иоанн Кассиан).

## Биография
С 1975 по 1983 годы обучался в школе № 204 в Киеве. В 1983 году поступил в Киевское ПТУ № 14, которое окончил в 1985 году.
С 1986 по 1988 год служил в армии.
В июне 1990 года поступил в братию Киево-Печерской лавры, где 20 апреля 1991 года получил благословение на ношение рясы и клобука, а 11 сентября того же года был хиротонисан во иеродиакона.
19 апреля 1992 года был пострижен в мантию с наречением имени Кассиан в честь преподобного Кассиана Печерского и 29 ноября 1992 года был хиротонисан во иеромонаха.
7 апреля 1995 года был возведён в сан игумена. Нёс послушание пещерника, алтарника, помощника казначея, заместителя начальника типографии.
В 2000 году перешёл в Киевский Троицкий Ионинский монастырь, где нёс послушание инспектора-строителя Зверинецких пещер в Киеве.
11 апреля 2001 года был возведён в сан архимандрита.
В 2003 году окончил Киевскую духовную семинарию.
9 июля 2009 года решением Синода УПЦ МП назначен наместником Зверинецкого Архангело-Михайловского монастыря.
20 июля 2016 года решением Священного Синода Украинской православной церкви избран для рукоположение в сан епископа Иванковского, викария Киевской митрополии.

## Епископское служение
30 июля 2016 года во Всехсвятском храме Пантелеимоновского женского монастыря в Феофании митрополит Киевский Онуфрий (Березовский) в сослужении митрополита Бориспольского Антония (Паканича), митрополита Могилёв-Подольского Агапита (Бевцика), архиепископа Белогородского Николая (Гроха), архиепископа Бучанского Пантелеимона (Бащука), архиепископа Яготинского Серафима (Демьянива), архиепископа Макаровского Илария (Шишковского), епископа Боярского Феодосия (Снигирёва), епископа Обуховского Ионы (Черепанова), епископа Ирпенского Климента (Вечеря), епископа Бородянского Варсонофия (Столяра), епископа Фастовского Дамиана (Давыдова) и епископа Васильковского Николая (Почтового) совершил чин наречения архимандрита Кассиана во епископа Иванковского.
31 июля 2016 года в Успенском соборе Киево-Печерской лавры был хиротонисан во епископа Иванковского, викария Киевской митрополии.
17 августа 2021 года на соборной площади Киево-Печерской лавры митрополитом Онуфрием (Березовским) был возведён в сан архиепископа.